# Kovarská hôrka
Kovarská hôrka je přírodní rezervace v katastrálním území obce Kovarce v okrese Topoľčany v Nitranském kraji na Slovensku. Území bylo vyhlášeno v roce 1993 a jeho rozloha je 4,4 hektaru. Předmětem ochrany je území s ojedinělou vegetací atlantického typu, která roste na chudém kyselém křemenném podkladu. Na lokalitě se, na jediném místě na Slovensku, vyskytuje ožanka lesní (Teucrium scorodonia).